# Turkanapitec
Turkanapitec és un gènere extint de primats que vivia a l'Àfrica oriental als inicis del Miocè (23 - 5 milions d'anys). Segons la primera descripció del gènere publicada el 1986, els fòssils descoberts a la vora del llac Turkana al nord de Kenya provenen de capes sedimentàries amb una edat datada aproximadament d'entre 18 a 16 milions. Al principi l'assignació del gènere a una determinada família dins de la superfamília de l'espècie humana es va descriure com a "incerta" (incertae sedis).

## Denominació
El nom del gènere, Turkanapithecus, fa referència al llac Turkana. La paraula grega πίθηκος (pronunciada /píthēkos/ en grec antic) significa mico. L'epítet de l’única espècie descrita científicament fins ara, Turkanapithecus kalakolensis, fa referència al jaciment del riu Kalakol. Turkanapithecus kalakolensis significa, per tant, "mico Turkana del Kalakol".

## Descripció inicial
En la primera descripció de Richard i Meave Leakey, el crani facial (KNM-WK 16950A) amb la mandíbula inferior associada parcialment dentada (KNM-WK 16950B) del jaciment de Kalodirr (3° 20' N, 35° 40' O) va servir d'holotip del gènere i també de l'espècie tipus Turkanapithecus kalakolensis. Aquestes restes van aparèixer durant el període d'excavació 1985/86. Al crani facial conservava ossos del front, ulls, nas i mandíbula superior parcialment dentada. En la primera descripció, diversos ossos de braços i cames (KNM-WK 16951-X) van ser definits com a paratips, ja que probablement pertanyien al mateix individu que el del crani facial. Al mateix lloc, el 1985/86, s'hi van descobrir els fòssils relacionats amb l'Afropitec.
Aquestes restes són al Museu Nacional de Kenya (MNK) de Nairobi.

## Característiques
Segons la primera descripció realitzada, els individus de l'espècie Turkanapithecus kalakolensis eren animals relativament petits i amb un musell curt. Tenien una mida més petita que el Procònsul africanus d’aproximadament 20 kg de pes i comparable a la de l'actual mico còlob de crinera occidental.
El 2010, l'equip de Martin Pickford van definir una nova esp̟ecie de Turkanapitec, el Turkanapithecus rusingensis. Les dents d'aquest primat són al voltant d’un 15 % més petites que les de Turkanapithecus kalakolensis. Aquestes troballes provenen del nord-est d'Uganda i de l’illa Rusinga de Kenya. Holotip és el fragment d’una mandíbula inferior dreta (KNM RU 1680) amb els molars conservats M2 i M3 (illa Rusinga), que va ser descrita científicament per primera vegada el 1951, tot i que en aquell moment Wilfrid Le Gros Clark i Louis Leakey la van relacionar amb el Proconsul africanus.
Hi ha quatre molars més que han servit de paratip del rusingensis. Els cinc exemplars de l'espècie trobats fins ara (2021) estan datats en uns 18 milions d'anys.